# Albrecht Askańczyk
Albrecht (zm. 28 czerwca 1385) – książę Brunszwiku-Lüneburga z dynastii askańskiej.
Był synem Ottona, syna elektora Rudolfa II, i Elżbiety, córki Wilhelma II, księcia Brunszwiku-Lüneburga. Od 1369 po śmierci dziadka chciał objąć (z poparciem cesarza Karola IV Luksemburskiego) jako swoje dziedzictwo Brunszwik-Lüneburg. Rozpoczęła się wówczas długoletnia wojna o sukcesję w Lüneburgu przeciwko innej linii Welfów z Brunszwiku, którym jego dziadek próbował zapewnić po sobie następstwo. Początkowo Albrecht odnosił sukcesy i po śmierci swego konkurenta Magnusie II w 1373 doprowadził do ugody z wdową po nim, Katarzyną z Anhaltu, która uznała jego prawa do tronu w zamian za zapewnienie dziedziczenia po sobie jej synom. Została także jego żoną; małżeństwo było bezpotomne. Walki jednak po pewnym czasie zostały wznowione. W ich trakcie w 1385 zginął Albrecht.